# فرگشت سازگار در ژنوم انسان
تکامل سازگاری ناشی از انتشار جهش‌های سودمند از طریق انتخاب مثبت است. این سنتز نوین فرآیندی است که داروین و والاس در ابتدا آن را به عنوان مکانیسم تکامل شناسایی کردند. با این حال، در نیم سدهٔ گذشته، بحث‌های قابل توجهی در مورد اینکه آیا تغییرهای تکاملی در سطح مولکولی عمدتاً توسط انتخاب طبیعی یا رانش ژنتیکی تصادفی هدایت می‌شود، وجود داشته‌است. جای تعجب نیست که نیروهایی که تغییرهای تکاملی را در اصل و نسب گونه‌های ما ایجاد می‌کنند، مورد توجه ویژه بوده‌اند. کمی‌سازی تکامل سازگاری در ژنوم انسان بینش‌هایی را در مورد تاریخچه تکاملی خود ما می‌دهد و به حل این بحث خنثی‌گرایانه-انتخابی کمک می‌کند. شناسایی مناطق خاصی از ژنوم انسان که شواهدی از تکامل سازگاری را نشان می‌دهند به ما کمک می‌کند تا ژن‌های مهم عملکردی، از جمله ژن‌های مهم برای سلامت انسان، مانند ژن‌های مرتبط با بیماری‌ها را پیدا کنیم.